# Palazzo de Dato
Palazzo de Dato (ex Palazzo Cavalletti) sorge a Molfetta, in piazza Vittorio Emanuele II, intitolata al Re alla fine del secolo scorso, in seguito all'avvenuta Unità d'Italia, e dove tuttora fa mostra di sé il monumento dell'antico sovrano.

## Storia
Oggi la zona è centrale nell'insediamento molfettese, mentre alla fine del ‘700, epoca a cui risale il palazzo, costituiva la zona di nuova espansione della città, tanto che nel 1790 venne sistemata la strada nuova che andava dal Pozzo dei Cani al palazzo Cavalletti. Quest'opera si rese necessaria perché nel 1789 erano stati completati i lavori di costruzione della Strada Consolare di Puglia (poi S.S. 16), da Bisceglie a Molfetta. Come risulta da numerosi documenti storici, questa piazza precedentemente era stata denominata Largo Cavalletti, dal cognome dell'antico proprietario dell'area: il patrizio Don Salvatore Cavalletti, che volle edificarvi l'omonimo palazzo. Prima della costruzione dell'edificio oggetto di questo studio, la piazza aveva altre due denominazioni. Veniva correntemente chiamata Largo Piscina Nuova in quanto parte dell'omonima porzione del territorio comunale destinato all'espansione urbana, avvenuta fra la metà del ‘700 e la metà dell'‘800, una volta saturatosi il vicino quartiere Catacombe (tale dizione deriva dall'antica credenza che voleva delle catacombe nel luogo dove si trovavano delle grotte carsiche), come già accennato. Altro nome che veniva dato alla piazza era Largo Santa Teresa, dal nome del convento delle Dominicane e della chiesa vicini, all'epoca siti nel rione S. Angelo come numerosi altri complessi ecclesiastici, oggi non più esistenti. Don Salvatore Cavalletti, figlio di Giovanni Francesco Cavalletti, originario di Roma, decise di edificare il suo palazzo ai margini del proprio appezzamento di terra (sito appunto nei pressi di Largo Piscina Nuova) esteso circa sette vigne. In tempi successivi frazionò ulteriormente tale possedimento, cedendolo in enfiteusi, ad altri che vi edificarono a loro volta, dando al quartiere l'attuale fisionomia. Ne curò minuziosamente l'ideazione, tra il 1740 ed il 1757 circa, e la realizzazione nel periodo compreso tra maggio 1757 e aprile 1759: la costruzione fu quindi terminata nel volgere di non più di due anni e mezzo, come risulta dalle scadenze imposte nei contratti di appalto delle diverse parti murarie e di completamento da eseguire, la cui commessa fu affidata a imprese diverse. I maestri muratori impegnati nella costruzione furono Berardino Visaggio, Giuseppe di Berardino Visaggio, Domenico Visaggio, Carlo Boccassino, Corrado Cozzoli e Giovanni Menafra di Terlizzi. Nel 1768 il palazzo Cavalletti veniva stimato del valore di 15.000 ducati. L'edificio fu acquistato dal commerciante Stefano De Dato in due porzioni: una parte, del valore di lire 38.000, con asta pubblica in data 10 marzo 1868; una seconda parte, del valore di lire 11.200, acquistato con atto del notaio Giuseppe Gioia del 19 gennaio 1870. Stefano De Dato era il trisnonno delle attuali proprietarie del palazzo, che donò al figlio Corrado in procinto di sposarsi con una nobile di Terlizzi. La sua famiglia era dedita alla coltivazione delle olive, alla produzione dell'olio di oliva e alla sua commercializzazione. Appunto i locali al piano terra furono acquistati dalla famiglia De Dato in data precedente rispetto a quella dell'acquisto dei due appartamenti del piano superiore per la necessità di locali di ampiezza adeguata all'espansione del commercio dell'olio di oliva, che veniva esportato anche in Jugoslavia ed in Francia. Infatti in particolare uno di essi era fornito di ampie cisterne sotterranee idonee allo stoccaggio dell'olio stesso, come si rileva dall'atto di acquisizione. Nel frattempo Don Salvatore Cavalletti, il 21 luglio del 1769 iniziava la lottizzazione del giardino retrostante il suo palazzo. Il suolo era compreso tra via Margherita di Savoia, via Madonna degli Angeli, via Annunziata e via S. Pansini. I De Dato acquistarono il trappeto, cioè il frantoio poco distante, a cavallo fra il 1890 e il 1891, dagli eredi Cappelluti che a loro volta ne erano venuti in possesso agli albori del XIX sec., dopo averlo tenuto in affitto per alcuni anni pagandone il canone all'amministratore della sig.ra Angela Cappelluti (la quale l'aveva ricevuto in eredità dal padre Don Antonio Capelluti), come dimostrano le ricevute degli affitti corrisposti dal 1886 al 1890.

## Descrizione
L'architettura lineare ed imponente richiama, nei suoi fregi stilizzati, negli architravi ornati dalle neoclassiche conchiglie e nelle sue ricercate simmetrie, lo stile dei palazzi vanvitelliani con la facciata scandita da una tripla coppia di lesene poste simmetricamente rispetto al portale di ingresso.  Questo è sovrastato dall'ampio balcone centrale a bicorno (forma che ricorda il tipico cappello a due punte per alta uniforme degli ufficiali di marina, ministri e diplomatici, in voga nel ‘700) che ha la caratteristica di non poggiare sui consueti gattoni aggettanti (presenti, comunque nei due balconi di estremità), ma di scaricare il proprio peso esclusivamente sulla massa dello stesso portale. L'avancorpo del portale, che sporge circa 80 cm rispetto al filo della facciata è ben mascherato dalle volute delle paraste in pietra sormontate, sul davanti, da due telamoni appena accennati in bassorilievo ai lati del portone di ingresso.
La facciata è completata al piano terreno da due finestre e da due ampie luci di ingresso ai locali posti lateralmente al portone principale e simmetricamente disposte rispetto ad esso. Tali luci, ancora munite di possenti portoni lignei nei primi decenni del secolo scorso, sono sormontate da archi policentrici dotati di grate in ghisa riportanti l'identico motivo (grigliato a losanghe disposte a raggiera intorno al centro con decorazioni floreali) della grata che chiude lo specchio dell'arco a tutto sesto del portone centrale. Questi due archi ribassati presentano la chiave di volta sagomata in maniera particolare quasi fosse un copricapo nobiliare sormontato al centro da una specie di pomolo tondeggiante e con all'intradosso una rosetta in bassorilievo raffigurante un fiore a cinque petali piegati a spirale. Oggi una delle due grate laterali non è più nella allocazione originale, essendo stata rimossa alla fine degli anni '60 del secolo scorso per posizionare la saracinesca di chiusura del locale per consentirne un uso commerciale (essa è comunque conservato dalla famiglia proprietaria, nei locali interni a piano terra in previsione di un possibile futuro riuso). Al livello superiore la facciata è caratterizzata dalla successione di cinque porte finestre con persiane alternativamente dotate di balcone a feluca già citato (quella centrale e le due più esterne) e di semplice ringhiera in ghisa interna alle ante della persiana, le due intermedie, sottolineate dalla cornice marcadavanzale in pietra che divide la facciata per la sua intera estensione al livello del parapetto delle ringhiere. Gli architravi e gli stipiti in pietra delle aperture con finestre sono ornati da fregi in bassorilievo finemente ideati, curati nelle fattezze e sapientemente differenziati: più curati quelli delle finestre in corrispondenza dei balconi (e tra queste privilegiata quella del balcone centrale) meno quelle delle portefinestre intermedie senza balcone. Il prospetto termina in un cornicione in pietra calcarea scolpita a rientranze successive, il cui aggetto al coronamento misura non meno di ottanta cm rispetto al filo della stessa facciata (1,20 m alla sommità della muratura, che sostiene il cornicione stesso).
Dal portone d'ingresso si accede all'ampio androne che si apre sull'atrio rettangolare (largo 14 m e profondo, attualmente, circa 10 m). Tale spazio in origine era, però perfettamente quadrato, secondo i canoni dell'architettura settecentesca, modificato nella seconda metà del XIX sec., per le nuove esigenze abitative e di distribuzione degli spazi da parte dei nuovi proprietari. L'intera superficie dell'atrio originario (di 14 m x 14 m) è interessata al livello inferiore (sotterraneo) da un'ampia cisterna per la raccolta delle acque piovane,  profonda, dalla sommità del boccaglio, oltre 5 metri e costituita da tre ordini di tre campate con volte a crociera insistenti su quattro pilastri centrali e sulla roccia di imposta dei muri perimetrali, il tutto ancora perfettamente intonacato a stagnezza. Da questa cisterna, fino a diversi anni dopo la fine della seconda guerra mondiale, nei periodi di siccità attingevano l'acqua gli abitanti del quartiere immediatamente adiacente al palazzo, non ancora allacciati all'Acquedotto Pugliese. Tuttavia quasi tutte le botole di accesso alle cisterne sotterranee risultano saldamente murate se non, addirittura, eliminate o ricoperte da pavimentazioni successive, in base alle diverse esigenze legate alle varie destinazioni d'uso cui sono stati adibiti, nel corso del tempo, i locali al piano terra, in cui esse erano collocate.
Lateralmente all'androne d'ingresso, invece, si aprivano simmetricamente due archi da cui, secondo il primitivo progetto (di un architetto romano finora non meglio identificato), si doveva accedere ad altrettante rampe di scale oggi non più esistenti, anch'esse simmetriche rispetto allo ingresso. Di una sola di queste è certa l'esistenza, mentre la costruzione dell'altra fu probabilmente soppressa in corso d'opera visto anche che nelle descrizioni delle vendite successive si trova cenno di un unico ingresso (detto sala comune), da cui si accedeva ad entrambi gli appartamenti in cui era frazionato il primo piano. La rampa di scale di cui si ha notizia certa fu demolita nei primissimi anni del secolo scorso, per ricavare, dai locali aventi l'ingresso a destra dell'androne, l'abitazione dello stalliere di Casa De Dato, tale Salvatore Gianfrancesco. Detta scalinata, con accesso sulla destra dello androne del portone di ingresso, (l'unica, del corpo principale dell'edificio, di cui si parli nei documenti di acquisto dello stesso da parte di Stefano De Dato), conduceva all'unica sala da cui era consentito l'accesso ad entrambi gli appartamenti in cui era diviso il primo piano. Ne è rimasta, come unica traccia, un moncone di gradino nel punto di incastro nella muratura portante. L'ampio arco policentrico attraverso il quale l'androne immette nell'atrio è sovrastato, sul lato che si affaccia allo atrio stesso, da un mascherone in pietra rappresentante la corrente simbologia apotropaica di esorcizzazione del malocchio. Tale simbologia con la raffigurazione di una faccia umana più o meno mostruosa e con la lingua da fuori è tipica dei portali di molti edifici coevi, non solo di Molfetta. A questo mascherone si fronteggia un altro (precisamente posto sul lato opposto dell'atrio) di dimensioni un po' più contenute raffigurante apparentemente un soldato, che potrebbe essere lo stesso Don Salvatore Cavalletti sul cui copricapo è scolpita la data 1757 coincidente con l'anno di conclusione dei lavori del corpo principale del Palazzo. Questa figura sovrasta l'arco di accesso alla rimessa da cui si raggiunge il giardino posto sul retro dell'edificio. Arco che, essendo sottolineato lungo l'intero perimetro da quattro pieghe concentriche scolpite a martellina nella pietra, sporgenti in bassorilievo e terminanti in un notevole toro, doveva essere sicuramente di una certa importanza. Infatti costituiva, insieme ad una molto probabile loggia superiore, la facciata principale interna, che faceva da fondale alla scenografia dell'atrio stesso (in analogia con il Palazzo Ducale di Acquaviva delle Fonti). Successivamente la ristrutturazione ottocentesca lo ha nascosto sotto la volta a botte dell'arcata centrale delle tre campate che costituiscono l'attuale sfondo dell'atrio, inglobando quella a destra, l'inizio della scalinata che porta ai piani superiori.
I sotterranei dei locali attualmente occupati dal Central Bar (posti sulla destra del portale di ingresso principale), durante il periodo in cui più fiorente era, per la famiglia De Dato, il commercio dell'olio extravergine di oliva erano destinati ad essere cisterne per lo stoccaggio dell'olio. La famiglia esportava persino in Francia nel porto di Marsiglia, ed in ex Jugoslavia nei porti della Dalmazia in particolare Ragusa, cioè Dubrovnik. In quel periodo grandi quantità di olio erano prodotte nell'annesso frantoio. Il vano scala attuale è stato ricavato, nella seconda metà del XIX sec., nel corso della ristrutturazione parziale del piano superiore, con coinvolgimento dei corrispondenti locali al piano terreno. Questo si è ottenuto attraverso l'aggiunta di un corpo di fabbrica avanzato all'interno dell'atrio la cui ampiezza si è così ridotta rispetto alla configurazione originaria, divenendo rettangolare anziché quadrato. Tale inserimento, mirabilmente studiato in modo da risultare perfettamente integrato nel complesso architettonico dell'edificio, gli conferisce, grazie all'impatto scenografico delle tre arcate di cui sopra, grande austerità e leggiadria, allo stesso tempo. L'ampia e comoda scalinata, intervallata da frequenti pianerottoli, conduce al primo piano, dove si aprono due ingressi. Da qui la rampa si restringe di circa un terzo, essendo tutta costruita su una mezza volta a botte rampante aggettante a mensola dalle pareti portanti del vano scala, per condurre al secondo piano costituito dal terrazzo di copertura e da alcune soffitte coperte con tegumento in tegole marsigliesi, su capriate lignee. Tali soffitte non sono, almeno in parte, quelle originarie settecentesche, infatti risalgono alla ristrutturazione del XIX sec. ed in parte, probabilmente al rifacimento conseguente alla eliminazione della scalinata ai primi del 900.
Esistono notizie sulla probabile esistenza di cunicoli segreti, data addirittura per certa da alcuni studiosi della storia molfettese, ma sono da condurre ricerche più approfondite e con mezzi idonei, in modo tale che si possa operare in condizioni di totale sicurezza soprattutto nelle verifiche dei locali scantinati. Comunque in un proprio scritto, un certo Cozzoli (discendente di quel personaggio indicato come “re Cozzoli” che per aver partecipato alle riunioni segrete della Carboneria fu condannato a morte in contumacia ed ebbe tutti i suoi averi confiscati) si dice certo, in seguito a studi da lui condotti, della esistenza di un cunicolo che dalle segrete di palazzo Cavalletti, conducesse fino all'antico porticciolo di Molfetta alla Cala San Giacomo. Tale cunicolo, se mai ne fosse sicura l'esistenza oggi sarebbe, comunque ostruito dalle strutture fondali di costruzioni successive e dalle macerie di demolizioni antiche o più recenti, che possano aver riguardato il tessuto urbano interessato dal suo percorso. Qualcosa di analogo è accaduto a Molfetta in tempi recenti per i tre cunicoli venuti alla luce durante gli scavi per la costruzione dell'attuale edificio sede della Banca Cattolica, in via Respa.